# Sozialität
Sozialität bezeichnet in der soziologischen Anthropologie die Angewiesenheit auf und die Abhängigkeit des Menschen von sozialer Steuerung, Unterstützung und Anerkennung. Dieses Konzept steht in enger Beziehung zum ebenfalls in diesem Fachbereich verwendeten Begriff der Soziabilität.
Sozialität wird vor allem in der Sozialisation etabliert. Diese sorgt dafür, dass der Mensch eine soziale Orientierung für sein Verhalten und Handeln erlernt.
Darüber hinaus bezeichnet Sozialität, verstanden als Gesellschaftlichkeit, in einem erweiterten fachsprachlichen Gebrauch den eigentlichen Gegenstandsbereich soziologischer Forschung.